# Turó de Can Fesa
El Turó de Can Fesa és una muntanya de 228 metres que es troba al municipi de Riudarenes, a la comarca de la Selva.